# Unixové války

Rodokmen Unixu

Unixové války byly spory mezi prodejci operačního systému Unix v pozdních 80. letech a raných 90. letech 20. století o vytvoření standardů pro budoucí vývoj Unixu. Tyto souboje uškodily tržnímu přijetí Unixu a vytvořily tak na trhu mezeru, která umožnila nástup Windows NT.[zdroj?] V každém případě znamenala absence BSD-like systémů otevřený prostor pro Linux.
V 80. letech byly dvěma hlavními větvemi BSD Unix, který vyvíjela Kalifornská univerzita v Berkeley, a UNIX System V, který byl přímo od AT&T. Obě byly odvozeny z dřívějšího Unixu Verze 7, ale značně se odchýlily. I verze ostatních výrobců byly do jisté míry odlišné, i když vycházely z jedné z těchto dvou hlavních větví.
V roce 1984 skupina výrobců vytvořila konsorcium X/Open pro tvorbu otevřených standardů ve snaze vytvářet kompatibilní otevřené systémy. Jako základ pro tyto systémy byl vybrán Unix.
Snaha skupiny X/Open zaujala AT&T. Pro zvýšení jednoty Unixu začala v roce 1987 AT&T spolu s vedoucím prodejcem BSD Unixu, Sun Microsystems, práci na jednotném systému (proveditelnost tohoto plánu už o několik let dříve demonstrovaly Balistické výzkumné laboratoře Armády Spojených států se svým System V prostředím pro BSD Unix). Tento systém byl posléze vydán jako „System V Release 4“ (označován byl též zkratkou SVR4).
Ačkoli tomuto rozhodnutí zákazníci a obchodní tisk tleskali, někteří držitelé licencí se obávali, že bude Sun příliš zvýhodněný. Roku 1988 proto vytvořili nadaci Open Software Foundation (OSF). Stejného roku AT&T a jiná skupina držitelů licencí odpověděla založením asociace UNIX International (UI). Technické problémy brzy ustoupily do pozadí zlomyslnému a veřejnému komerčnímu soutěžení mezi dvěma „otevřenými“ verzemi Unixu, ve kterém si X/Open zachovala neutrální pozici. 
V březnu roku 1993 hlavní účastníci UI a OSF vytvořili alianci Common Open Software Environment (COSE), čímž ukončili jedno z nejvýznamnějších období Unixových válek. V červnu AT&T prodala svůj unixový majetek společnosti Novell a v říjnu Novell převedl obchodní značku Unix na X/Open. Následujícího roku se UI a OSF spojily. Nově zformovaná entita si ponechala jméno OSF.
Roku 1996 se X/Open a nová OSF spojily a vytvořily Open Group. Za práci COSE (např. Single UNIX Specification – současný standard pro značkové Unixy) dnes ručí právě skupina Open Group. Tržní reputace Unixu však již utrpěla.
Od té doby se čas od času objevují frakcionářské snahy, např. aliance HP/SCO z roku 1995 známá pod jménem 3DA, či Project Monterey z roku 1998 mezi IBM, SCO, Sequent a Intelem, po kterém následoval soudní spor mezi IBM a SCO Group (dříve Caldera Systems).